# Park Bum Shin
Park Bum Shin (* 24. August 1946 in Nonsan, Ch'ungch'ŏngnam-do) ist ein südkoreanischer Schriftsteller.

## Leben
Park wurde am 24. August 1946 in Nonsan, Provinz Süd-Ch'ungch'ŏng geboren. 1973 veröffentlichte er sein erstes Werk, während er als Lehrer an einer Mittelschule arbeitete. Seine erste Geschichte war Die Überreste des Sommers (여름의 잔해). 1979 begann er sein Werk Gebeugt wie ein Grashalm (풀잎처럼 눕다) als Fortsetzungsroman in der Zeitung JoongAng Ilbo zu veröffentlichen, weitere Romane folgten. Die beiden Romane Land des Feuers (불의 나라) und Land des Wasser (물의 나라) erschienen in den 80er Jahren in der Zeitung Dong-a Ilbo und wurden von den Kritikern anerkennend wahrgenommen. Beide Geschichten stellen auf satirische Weise die Ambitionen und Enttäuschungen zweier Jungen vom Land dar, die zur Zeit der Industrialisierung und Urbanisierung nach Seoul ziehen. Die Romane spiegeln ebenfalls die persönlichen Erfahrungen des Autors wider, der als junger Mann mit dem urbanen Lebensstil in Kontakt kam.
Aufgrund des großen Erfolges der beiden Romane, folgten Verfilmungen sowohl fürs Kino als auch fürs Fernsehen.
Andere Werke von Park handeln von der Phase des ökonomischen Aufstiegs Koreas. Diese Werke beschreiben – als Liebes- oder Kriminalromane – die Träume von frustrierten Stadtbewohnern. Je berühmter er jedoch wurde, desto stärker verabscheute er es, als Autor bezeichnet zu werden, der auf Publikumsgeschmack ausgerichtet ist. 1993 verkündete er plötzlich in einer Zeitung, dass er seinen Roman nicht zu Ende schreiben könne.  Schließlich konnte er der Kritik nicht mehr standhalten und stellte das Schreiben für drei Jahre ein. Erst 1996 veröffentlichte er das Buch Der von der weißen Kuh gezogene Karren (흰소가 끄는 수레).
Nach Rückkehr auf die literarische Bühne überarbeitete er seine älteren Romane. In den letzten Jahren beschäftigte er sich mit dem Schreiben seiner Erinnerungen sowie mit Werken über die Natur und das Leben, welche auf seinen Reiseerfahrungen im Ausland basieren.

## Werk
Park Bum Shin veröffentlichte zahlreiche Romane und Erzählungen, von denen bisher elf in Korea verfilmt worden sind. Nur wenige seiner Werke wurden bisher in andere Sprachen übersetzt.

## Arbeiten

### Koreanisch
- 토끼와 잠수함 Der Hase und das U-Boot (1978)
- 덫 Die Falle (1978)
- 아침에 날린 풍선 Luftballon am Morgen (1978)
- 죽음보다 깊은 잠 Schlaf tiefer als der Tod (1979)
- 풀잎처럼 눕다 Gebeugt wie ein Grashalm (1979)
- 겨울강, 하늬바람 Winterfluss und Frühlingsbrise (1989)
- 불꽃놀이 Feuerwerk (1983)
- 숲은 잠들지 않는다 Der Wald schläft nie (1985)
- 불의 나라 Land des Feuers (1987)
- 물의 나라 Land des Wassers (1988)
- 흰소가 끄는 수레 Der von der weißen Kuh gezogene Karren (1997)
- 더러운 책생 Der verstaubte Schreibtisch (2003)
- 빈 방 Das leere Zimmer (2004)
- 나마스테 Namaste (2005)
- 촐라체 Cholatse (2008)
- 고산자 Kosanja (2009)
- 은교 Ŭn'gyo (2010)
- 나의 손은 말굽으로 변하고 Meine Hand wird zu einem Hufeisen (2011)

### Verfilmungen
- 밤이면 내리는 비 Nachtregen (1979)
- 죽음보다 깊은 잠 Schlaf tiefer als der Tod (1979)
- 깨소금과 옥떨메 Das Sesamsalz und die fermentierten Sojabohnen, die vom Dach fielen (1982)
- 풀잎처럼 눕다 Gebeugt wie ein Grashalm (1983)
- 밀월 Flitterwochen (1989)
- 불의 나라 Land des Feuers (1989)
- 물의 나라 Land des Wassers (1989)
- 미지의 흰새 Der fremde weiße Vogel (1991)
- 수요일은 모차르트를 듣는다 Mittwochs Mozart hören (1992)
- 마지막 연인 Der letzte Liebhaber (1994)
- 은교 Ŭn'gyo (2012)

### Übersetzungen

#### Deutsch
- Der Kartograf: Historischer Roman über den koreanischen Gelehrten Kosandscha (고산자), übers. Albrecht Huwe, St. Ottilien: EOS-Vlg. 2021 (Korea erzählt, Bd. 9), ISBN 978-3-8306-8104-5, 294 S.

#### Englisch
- The Fragrant Well, in: Bi-lingual Edition Modern Korean Literature. Vol. 38. Asia Publishers. 2013.
- The Trap, in: The Snowy Road & Other Stories, Secret Weavers Series Book 1, White Pine Press. 1995.

## Auszeichnungen
- 2010 – 제30회 올해의 최우수예술가 문학부문 (Auszeichnung für den Künstler des Jahres)
- 2009 – 제17회 대산문학상 소설부문 (Taesan Literaturpreis in der Kategorie Prosa)
- 2005 – 제11회 한무숙문학상 (Han-Mu-suk-Literaturpreis)
- 2003 – 제18회 만해문학상 (Manhae Literaturpreis)
- 2001 – 제04회 김동리문학상 (Tong-ni-Literaturpreis)
- 1981 – 대한민국문학상 신인부문 (Literaturpreis der Republik Korea in der Kategorie Nachwuchsautoren)